# Sean Niewold
Sean Niewold (Groningen, 20 april 2002) is een Nederlandse zwemmer gespecialiseerd in de vrije slag en vlinderslag sprint. Niewold traint sinds 2022 in Amsterdam bij de High Performance Centre. Eerder werd hij getraind door Karin van Straaten, Shilo Dormehl (beide WVZ) en Monir Kassem (OAKS Training Dubai).
Na vele omzwervingen als gevolg van de werkzaamheden van zijn vader belandde Niewold via Azerbeidzjan, VAE, Libië en Saoedi-Arabië in 2017 weer in Nederland, waar hij zich aansloot bij WVZ Zoetermeer. Omdat hij in het buitenland opgroeide, haalde hij als kind nooit een Nederlands zwemdiploma. In 2025 haalde hij alsnog zijn A-diploma.
Na de Europese kampioenschappen zwemmen 2022 in Rome sloot Niewold zich aan bij het HPC (High Performance Centre) in Amsterdam, destijds onder leiding van Mark Faber.

## Carrière
Tijdens de Eindhoven Qualification Meet in 2021 zwom hij voor het eerst onder de gestelde kwalificatie eis op de 50m vlinderslag voor de EK lange baan in Boedapest. Hij mocht echter met de 4e snelste tijd op dit nummer niet mee afreizen naar de Hongaarse hoofdstad.
Bij zijn internationale debuut, op de Europese kampioenschappen zwemmen 2022 in Rome, werd hij uitgeschakeld in de series 50m vlinderslag en daarmee eindigde hij op de 35ste plaats.
In de series startte Niewold samen met Stan Pijnenburg, Jesse Puts en Luc Kroon op de 4x100m vrije slag. In de finale eindigde ze, met ditzelfde team, als 5e. In de gemengde 4x100m vrije slag series zwom hij samen met Stan Pijnenburg, Imani de Jong en Sam van Nunen in de series. In de finale eindigde Pijnenburg samen met Nyls Korstanje, Tessa Giele en Marrit Steenbergen op de vijfde plaats.

### EK onder 23 jaar Dublin (2023)
Op het EK onder 23 jaar in Dublin wist Niewold twee medailles te behalen. Op de 50m vrije slag eindigde Niewold als zesde in de finale, maar mocht hij hierdoor wel naar de 50m vrije slag Skins Race (Afvalrace). Hier zwom Niewold in de eerste ronde, met een persoonlijk record, de derde tijd. Niewold is in de tweede ronde gestrand, en dus gefinisht op de 3e plek. Op de 100m vrije slag finale finishte Niewold als derde. 

## Internationale toernooien
| Jaar | Olympische Spelen | WK langebaan  | WK kortebaan  | EK langebaan                                                             | EK o23                               | EK kortebaan                           |
| ---- | ----------------- | ------------- | ------------- | ------------------------------------------------------------------------ | ------------------------------------ | -------------------------------------- |
| 2022 |                   | geen deelname | geen deelname | 5e 4x100m vrije slag 36e 50m vlinderslag serie 4x100m vrije slag gemengd |                                      |                                        |
| 2023 |                   |               |               |                                                                          | 100m vrije slag 50m vrije slag skins | 4e 4x50m vrije slag · 4x50m wisselslag |

## Nederlandse Kampioenschappen[3]
| Jaar | NK kortebaan | NK langebaan |
| ---- | --- | --- |
| 2021 | 50m vlinderslag (jeugd) 50m vlinderslag (senioren) 100m vlinderslag (jeugd) 100m vlinderslag (senioren) 100m vrije slag (jeugd) 100m vrije slag (senioren) | Niet gehouden |
| 2022 | December 2022, Den Haag | 50m vlinderslag (jeugd) 50m vlinderslag (senioren) 100m vlinderslag (jeugd) 100m vlinderslag (senioren) 100m vrije slag (jeugd) 100m vrije slag (senioren) |
| 2023 | | 100m vrije slag |

## Persoonlijke records
Bijgewerkt tot en met 13 augustus 2023
Kortebaan
| Afstand          | Tijd  | Datum            | Plaats   |
| ---------------- | ----- | ---------------- | -------- |
| 50m vrije slag   | 21,65 | 17 december 2023 | Den Haag |
| 100m vrije slag  | 47,21 | 9 december 2023  | Otopeni  |
| 50m vlinderslag  | 22,86 | 8 december 2023  | Otopeni  |
| 100m vlinderslag | 51,00 | 10 mei 2024      | Esbjerg  |

Langebaan
| Afstand          | Tijd  | Datum         | Plaats     |
| ---------------- | ----- | ------------- | ---------- |
| 50m vrije slag   | 21,99 | 14 april 2024 | Eindhoven  |
| 100m vrije slag  | 48,14 | 16 juni 2024  | Amersfoort |
| 50m vlinderslag  | 23,40 | 14 april 2024 | Eindhoven  |
| 100m vlinderslag | 52,00 | 15 juni 2024  | Amersfoort |

## Educatie
Niewold studeert sinds 2020 Werktuigbouwkunde aan de Technische Universiteit Delft.